# NF C 16-600
En France, la norme NF C16-600 fixe le contrôle de l'état des installations électriques des immeubles à usage d'habitation.

## Historique
Au début la norme s'appelait XP C16-600. Le décret d'application du diagnostic est paru en juillet 2008, avec une mise en application au 1er janvier 2009 qui est annulée le 24 octobre 2012.
Celle-ci évolue et la dernière version parue est celle de février 2011 qui est annulée le 27 janvier 2016 pour être remplacée par la norme FD C16-600 de juin 2015, puis par la nouvelle norme NF C16-600 de juillet 2017.

## Champ d'application et réalisation
Le champ d'application de ce diagnostic électrique porte sur l'ensemble de l'installation d'électricité privative, visible, visitable, de l'installation des immeubles à usage d'habitation située en aval de l'appareil général de commande et de protection de cette installation.
Le diagnostic concerne l'ensemble des circuits de toutes tensions et natures de courant associés en vue de l'utilisation de l'énergie électrique.
Le diagnostic s'effectue, sans déplacement de meubles ni démontage de l'installation électrique ni destruction des isolants des câbles.

## Nouvelles Normes
L'arrêté du 10 août 2015 indique que la nouvelle norme FD C16-600 de Juin 2015 remplace la norme XP C 16-600. La nouvelle norme pour le diagnostic électrique devra être utilisée à partir du 1er janvier 2016,.
Jusqu'en juin 2017, le diagnostic électrique se basait sur le fascicule de documentation FD C16-600.
Le conseil d'état, dans une décision du 7 juin 2017, a annulé l'arrêté du 10 août 2015 du ministère,,.
La norme FD C16-600 de juin 2015 est remplacée par la nouvelle norme NF C16-600 de juillet 2017,,.
L'Arrêté du 28 septembre 2017, publié au JORF le 12 octobre 2017, définissant le modèle et la méthode de réalisation de l'état de l'installation intérieure d'électricité dans les immeubles à usage d'habitation, remplace l'arrêté du 8 juillet 2008 concernant la mise en application de la norme XP C 16-600.